# Rentz
Rentz es un pueblo ubicado en el condado de Laurens en el estado estadounidense de Georgia. En el censo de 2000, su población era de 304.

## Demografía
En el 2000 la renta per cápita promedia del hogar era de $25,000, y el ingreso promedio para una familia era de $41,250. El ingreso per cápita para la localidad era de $16,427. Los hombres tenían un ingreso per cápita de $26,042 contra $25,625 para las mujeres.

## Geografía
Rentz se encuentra ubicado en las coordenadas 32°23′3″N 82°59′30″O / 32.38417, -82.99167 (32.384064, -82.991633).
Según la Oficina del Censo, la localidad tiene un área total de 2,7 km² (1 mi²), de la cual 2,7 km² (1 mi²) es tierra y 0 km² (0 mi²) (0.00%) es agua.